# Косолапов, Дмитрий Егорович
Дмитрий Егорович Косолапов — советский хозяйственный, государственный и политический деятель.

## Биография
Родился в 1917 году в деревне Черёмуховка. Член КПСС
С 1934 года — на хозяйственной, общественной и политической работе. В 1934—1989 гг. — бухгалтер Детского райпотребсоюза, участник Великой Отечественной войны, заведующий отделом торговли Сыктывкарского горисполкома, председатель Кожвинского райисполкома, директор Коми конторы Главсельэлектро, начальник УРСа комбината «Печорлес», председатель Ухтинского горисполкома, начальник УРСа Коми совнархоза, председатель Сыктывкарского городского Совета депутатов трудящихся, председателем Коми респотребсоюза, внештатный инструктор отдела легкой, пищевой промышленности и торговли обкома КПСС, управляющий делами профсоюзов Коми областного совета профсоюзов.
Умер в Сыктывкаре в 1999 году.